# Mélagues
 Mélagues  là một xã ở tỉnh Aveyron, thuộc vùng Occitanie ở miền nam nước Pháp. 

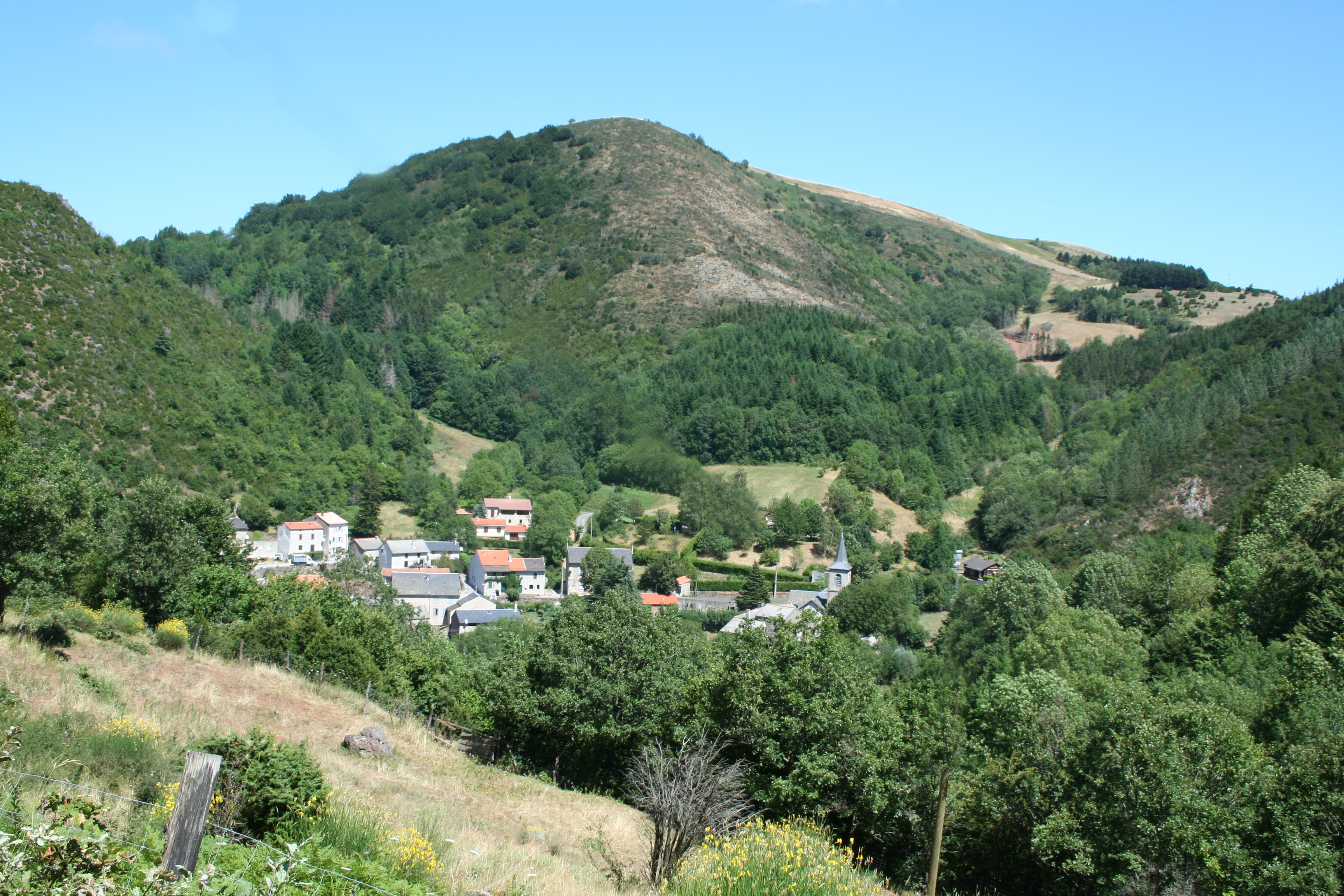